# Dimos Nikaia-Agios Ioannis Rentis
Dimos Nikaia-Agios Ioannis Rentis (Nikaia-Agios Ioannis Rentis) är en kommun i Grekland.   Den ligger i prefekturen Nomós Piraiós och regionen Attika, i den sydöstra delen av landet, 6 km väster om huvudstaden Aten. Antalet invånare är 105 430.